# 國際研究協會
國際研究協會（英語：The International Studies Association，缩写ISA）是一個由学者、从业人员和研究生在国际研究领域的专业协会。其成立于1959年，現在在80個國家擁有超過6200的成员，并在这一领域為大家最為尊重和广为人知的学术合作橋樑。協會希望能夠建立一個各國學則在研究上的一個交流社区。國際研究協會在組織上分為6個地區類別，並在各組下設立了24個類別的研究組別，以此能夠提供机会与当地的同事和特定学科领域内各學者的交流思想和研究。
國際研究協會有出版六个学术期刊，《国际研究季刊》(International Studies Quarterly)，《国际问题研究综述》(International Studies Review)，《国际研究视角》(International Studies Perspectives)，《外交政策分析》(Foreign Policy Analysis)，《国际政治社会学》(International Political Sociology)，《全球安全研究期刊》（Journal of Global Security Studies)，以此讓國際學術界能夠保持一定的聯繫、交流與論點綜合。
这是一个美国协会，总部设在康涅狄格州Storrs, Connecticut。

## 主席名单
1. Minos Generales（英语：Minos Generales）（1959－1961）
2. Wesley Posvar（英语：Wesley Posvar）（1961－1962）
3. Fred Sondermann（英语：Fred Sondermann）（1962－1963）
4. Ross Berkes（英语：Ross Berkes）（1963－1964）
5. John Grange（英语：John Grange (ISA)）（1964－1966）
6. Vernon Van Dyke（英语：Vernon Van Dyke）（1966－1967）
7. F. Field Haviland, Jr.（英语：F. Field Haviland, Jr.）（1967－1968）
8. William Olson (1968－1969)
9. Robert North (1969－1970)
10. Norman Palmer (1970－1971)
11. Richard C. Snyder（英语：Richard C. Snyder）（1971－1972）
12. William T.R. Fox（英语：William T.R. Fox）（1972－1973）
13. 亞歷山大·L·佐治（1973－1974）
14. 肯尼思·博尔丁 (1974－1975)
15. Richard Rosecrance（英语：Richard Rosecrance）（1975－1976）
16. Vincent Davis（英语：Vincent Davis）（1976－1977）
17. Herbert Kelman（英语：Herbert Kelman）（1977－1978）
18. Chadwick F. Alger（英语：Chadwick F. Alger）（1978－1979）
19. Ole Holsti（英语：Ole Holsti）（1979－1980）
20. Dina Zinnes（英语：Dina Zinnes）（1980－1981）
21. Henry Teune（英语：Henry Teune）（1981－1982）
22. Harold K. Jacobson（英语：Harold K. Jacobson）（1982－1983）
23. Bruce Russett（英语：Bruce Russett）（1983－1984）
24. James N. Rosenau（英语：James N. Rosenau）（1984－1985）
25. J. David Singer（英语：J. David Singer）（1985－1986）
26. Kal J. Hosti（英语：Kal J. Hosti）（1986－1987）
27. Harold Guetzkow（英语：Harold Guetzkow）（1987－1988）
28. 基歐漢 (1988－1989)
29. Charles F. Hermann（英语：Charles F. Hermann）（1989－1990）
30. Helga Haftendorn（英语：Helga Haftendorn）（1990－1991）
31. Maurice East（英语：Maurice East）（1991－1992）
32. Hayward R. Alker, Jr.（英语：Hayward Alker）（1992－1993）
33. Charles Kegley, Jr.（英语：Charles Kegley, Jr.）（1993－1994）
34. Ted R. Gurr（英语：Ted Robert Gurr）（1994－1995）
35. Susan Strange（英语：Susan Strange）（1995－1996）
36. Davis Bobrow（英语：Davis Bobrow）（1996－1997）
37. James A. Caporaso（英语：James A. Caporaso）（1997－1998）
38. Margaret G. Hermann（英语：Margaret G. Hermann）（1998－1999）
39. Michael Brecher（英语：Michael Brecher）（1999－2000）
40. Craig Murphy（英语：Craig Murphy）（2000－2001）
41. 梅斯奎塔（2001－2002）
42. John A. Vasquez（英语：John A. Vasquez）（2002－2003）
43. Steve Smith（英语：Steve Smith (academic)）（2003－2004）
44. Jacek Kugler（英语：Jacek Kugler）（2004－2005）
45. William Thompson（英语：William Thompson (academic)）（2005－2006）
46. J. Ann Tickner（英语：J. Ann Tickner）（2006－2007）
47. Jack Levy（英语：Jack Levy）（2007－2008）
48. Nils Petter Gleditsch（英语：Nils Petter Gleditsch）（2008－2009）
49. Thomas G. Weiss（英语：Thomas G. Weiss）（2009－2010）
50. 戴维·A·莱克（2010－2011）
51. Beth Simmons（英语：Beth Simmons）（2011－2012）
52. Etel Solingen（英语：Etel Solingen）（2012－2013）
53. Harvey Starr（英语：Harvey Starr）（2013－2014）
54. Amitav Acharya（英语：Amitav Acharya）（2014－2015）
55. Paul Diehl（英语：Paul Diehl）（2015－2016）
56. T.V. Paul（英语：T.V. Paul）（2016－2017）
57. Brett Ashley Leeds（英语：Brett Ashley Leeds）（2017－2018）